# Fortunato Tamburini
Fortunato Tamburini (Modena, 2 de fevereiro de 1683 – Roma, 9 de agosto de 1761) foi um cardeal italiano do século XVIII.

## Biografia
Nasceu em Modena em 2 de fevereiro de 1683. Filho de Simone Tamburini, governador de Reggio e conselheiro e secretário de Estado de Rinaldo II, duque de Modena, e de Vinceza di Vigaranis. Foi batizado na igreja de S. Lorenzo, em Modena. Seus dois irmãos e suas quatro irmãs também entraram na vida religiosa. Sobrinho do Padre Michelangelo Tamburini, décimo quinto superior geral da Companhia de Jesus. Seu sobrenome também está listado como Tamburinus.
Recebeu sua educação inicial em casa, onde seu pai foi seu primeiro professor; e depois, sob a orientação de seu tio Padre Michelangelo. Aos dezesseis anos, ingressou na Ordem de São Bento Cassinese, no mosteiro de S. Pietro em Modena; foi enviado ao noviciado no mosteiro de S. Giovanni Evangelista em Parma; fez a profissão monástica solene em 21 de maio de 1699; depois voltou a Modena sob a tutela do abade Becchini; depois, voltou ao mosteiro de Parma, onde ganhou a estima dos monges e do bispo Camillo Marazzani de Parma, que se beneficiou de sua habilidade, doutrina e assessoria nos assuntos graves de sua diocese. Ele sabia latim e grego com perícia; falava e escrevia espanhol e francês; e cultivou o estudo do hebraico.
Ordenado entre 1706 e 1709. Em 1709, estava no seu mosteiro em Modena. Leitor de filosofia no mosteiro de S. Giovanni Evangelista de Parma no início de outubro de 1710; permaneceu no cargo até outubro de 1713; depois, ensinou teologia de outubro de 1713 a julho de 1719. Em 1717, foi eleito decano do mosteiro; e em 1722, co-curador geral. Chamado a Roma para o mosteiro de S. Anselmo; ensinou direito canônico por nove anos; e teologia de 1720 a 1726 e de 1729 a 1732. Em 1725, foi nomeado prior do mosteiro de S. Spirito em Pavia. De 1726 a 1729, foi prior do mosteiro de S. Paolo fuori le mura, Roma. Em 1729, enquanto era leitor em S. Anselmo, foi também nomeado chanceler de toda a congregação. Em 15 de abril de 1731, o capítulo geral o elegeu abade de S. Plácido, fora de Messina. Tamburini também foi qualificador do Santo Ofício. Teólogo do Concílio Romano celebrado durante o pontificado do Papa Bento XIII. Consultor da Sagrada Congregação dos Ritos no pontificado do Papa Clemente XII. Em 12 de maio de 1737, foi eleito abade do mosteiro de Fonte Vivo, perto de Parma. Abade do mosteiro de S. Pietro em Modena, 27 de abril de 1738 até 1741. Em 30 de abril de 1741, o capítulo geral o nomeou abade de S. Paolo fuori le mura em Roma. Participou da Controversia di Crema, que durou de 1732 a 1752, sobre o direito divino do povo de comungar durante a missa; a controvérsia agitou todo o mundo eclesiástico italiano.
Criado cardeal-presbítero no consistório de 9 de setembro de 1743; recebeu o chapéu vermelho em 12 de setembro de 1743; e o título de S. Matteo na Via Merulana, 23 de setembro de 1743. Prefeito da Sagrada Congregação de Ritos e Cerimônias de 21 de janeiro de 1747 até sua morte. Optou pelo título de S. Calisto, que pertencia ao mosteiro de S. Paolo fuori le mura, a 9 de abril de 1753. Prefeito da Sagrada Congregação para a Correção dos Livros da Igreja Oriental desde setembro de 1743 até à sua morte. Nomeado um dos protetores do Pontifício Colégio Greco, 19 de março de 1753. Em 10 de maio de 1753, foi nomeado prefeito de estudos do Colégio Urbaniano de Propaganda Fide. Camerlengo do Sacro Colégio dos Cardeais, de 17 de fevereiro de 1755 a 12 de janeiro de 1756. Em 1755, foi nomeado membro da congregação cardinalícia que tratou da aplicação da bula papal Unigenitus Dei Filius na França e dos problemas criados pela Jansenistas "apelantes" sobre a administração dos sacramentos. Protetor da Ordem de São Bento Cassinese, 5 de setembro de 1756. Protetor da Congregação do Beato Pedro de Pisa, 5 de dezembro de 1757. Participou do conclave de 1758, que elegeu o Papa Clemente XIII. Como cardeal, continuou residindo em seu mosteiro com a simplicidade de um monge. Por três vezes recusou o rico benefício de S. Maria Pomposa oferecido pelo duque de Modena; Tamburini aceitou somente após a ordem expressa de obediência do papa; ele usou os fundos para subsidiar os pobres e o hospital de Modena.
Cardeal Tamburini morreu em Roma em 9 de agosto de 1761, de distúrbios renais. Exposto na basílica de Ss. XII Apostoli, Roma, onde se realizou o funeral, com a participação do Papa Clemente XIII e do Sagrado Colégio dos Cardeais; e sepultado na sua igreja titular de S. Calisto, à entrada do coro, sob uma singela lápide, com um magnífico elogio fúnebre colocado pelos beneditinos. Ele deixou seus móveis pessoais para seus parentes, mas nenhuma de suas pensões eclesiásticas.